# Al-Murassas
Al-Murassas (arab. ‏المُرَصَّص‎) – nieistniejąca już arabska wieś, która była położona w dystrykcie Bajsan w Mandacie Palestyny. Wyludniona i zniszczona podczas I wojny izraelsko-arabskiej, po ataku sił żydowskiej Hagany w dniu 16 maja 1948 roku.

## Położenie
Al-Murassas leżała na południowym krańcu płaskowyżu Ramot Jissachar, powyżej Doliny Charod. Wieś była położona w odległości 7 kilometrów na północny zachód od miasta Bajsan. Według danych z 1945 do wsi należały ziemie o powierzchni 1447,7 ha. We wsi mieszkało wówczas 460 osób.
| własność gruntów | powierzchnia gruntów (hektary) |
| ---------------- | ------------------------------ |
| Arabowie         | 993,6                          |
| Żydzi            | 300,2                          |
| publiczne        | 153,9                          |
| Razem            | 1447,7                         |

| Rodzaj użytkowanych gruntów | Arabowie (hektary) | Żydzi (hektary) |
| --------------------------- | ------------------ | --------------- |
| uprawy nawadniane           | 1,6                | -               |
| uprawy zbóż                 | 989,4              | 300,2           |
| zabudowane                  | 2,6                | -               |
| nieużytki                   | 153,9              | -               |

## Historia
Nie jest znana data założenia wioski. Po I wojnie światowej w 1918 roku cała Palestyna przeszła pod panowanie Brytyjczyków, który w 1921 roku utworzyli Mandat Palestyny. Umożliwiło to rozwój osadnictwa żydowskiego w Palestynie. W latach 20. XX wieku żydowskie organizacje syjonistyczne zaczęły wykupywać grunty w okolicy. W okresie panowania Brytyjczyków al-Murassas była niewielką wsią, której mieszkańcy utrzymywali się z upraw zbóż.
Przyjęta 29 listopada 1947 roku Rezolucja Zgromadzenia Ogólnego ONZ nr 181 przyznawała te tereny państwu żydowskiemu. Na początku I wojny izraelsko-arabskiej po stronie syjonistów pojawiły się obawy, że tutejsze wioski arabskie mogą być wykorzystane przez Arabów do prowadzenia operacji wojskowych. Z tego powodu w dniu 16 maja 1948 roku siły Hagany (Brygada Golani) zajęły wieś al-Murassas, wysiedlając jej mieszkańców. Następnie wyburzono wszystkie domy.

## Miejsce obecnie
Teren wioski al-Murassas pozostaje opuszczony, jednak jej pola uprawne zajęły kibuce Bet ha-Szitta i Sede Nachum. Palestyński historyk Walid al-Chalidi tak opisał pozostałości wsi al-Murassas:

Teren wioski jest częścią obszaru rolnego, który jest wykorzystywany przez osiedla Sede Nachum i Bet ha-Szitta. Jedynymi strukturami w regionie są słupy telefoniczne i mała szopa.